# The New York Review of Books

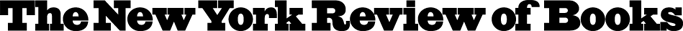

The New York Review of Books (abrégé en NYREV ou NYRB) est une revue bimensuelle new-yorkaise fondée en 1963. Elle traite de questions littéraires, culturelles, et plus généralement de grandes questions d'actualité. Elle se base sur une importante revue de presse de la production éditoriale internationale. Le magazine Esquire l'a qualifié de « première revue intellectuelle et littéraire du monde anglophone ».
La grève des journaux à New York pendant 114 jours en 1962-1963  inspire l'idée à Elizabeth Hardwick, Robert Lowell son mari, Jason Epstein et Barbara Epstein ainsi que Robert B. Silvers de fonder The New York Review of Books. Hardwick en est la conseillère éditoriale.
Lorsque la cofondatrice et journaliste Barbara Epstein décède, le Washington Post a défini la Review comme un « journal d'idées qui, depuis quatre décennies, contribue à définir dans le monde anglophone le cadre du débat d'idées ». Et le New York Magazine d'affirmer qu'il s'agit de la « publication numéro un de l'élite intellectuelle américaine ».
En 2008, le quotidien britannique The Guardian a décrit la Review comme étant « érudite sans être pédante, scrupuleuse sans être aride ».
En 2011, son tirage moyen est d'environ 135 000 exemplaires.
Fondée en 1963, la revue célèbre son 50e anniversaire en février 2013.

## Collaborateurs réguliers
- Ronald Dworkin, Mark Lilla, Brian Urquhart, Thomas Powers,  Mark Danner, Timothy Garton Ash, Margaret Atwood, Russell Baker, Saul Bellow, Isaiah Berlin, Harold Bloom, Joseph Brodsky, Noam Chomsky, J. M. Coetzee, Frederick Crews, Ronald Dworkin, John Kenneth Galbraith, Nadine Gordimer, Stephen Jay Gould, Christopher Hitchens, Tim Judah, Murray Kempton, Paul Krugman, Richard Lewontin, Perry Link, Alison Lurie, Peter Medawar, Daniel Mendelsohn, Bill Moyers, Vladimir Nabokov, Ralph Nader, V. S. Naipaul, Peter G. Peterson, Samantha Power, Nathaniel Rich, Felix Rohatyn, Jean-Paul Sartre, John Searle, Zadie Smith, Timothy Snyder, George Soros, I. F. Stone, Desmond Tutu, John Updike, Derek Walcott, Steven Weinberg, Garry Wills, Tony Judt.

## Documentaire
En 2014, sort en France le film de Martin Scorsese The 50 Year Argument.